# Circle II Circle
Circle II Circle es una banda estadounidense de heavy metal formada en Tampa, Florida. Fue creada por Zachary Stevens (ex-Savatage) y Dan Campbell, en el año 2001. Tocan una gran variedad de géneros, incluidos el heavy metal, power metal, metal sinfónico y metal progresivo.

## Personal

### Actuales
- Zachary Stevens - voz (2001–presente)
- Paul Michael "Mitch" Stewart - bajo, teclados (2003–presente)
- Christian Wentz - guitarra (2012–presente)
- Bill Hudson - guitarra (2008–2009, 2012–2013, 2015)
- Marcelo Moreira - batería (2015–presente)
- Henning Wanner - teclados (2012–presente)

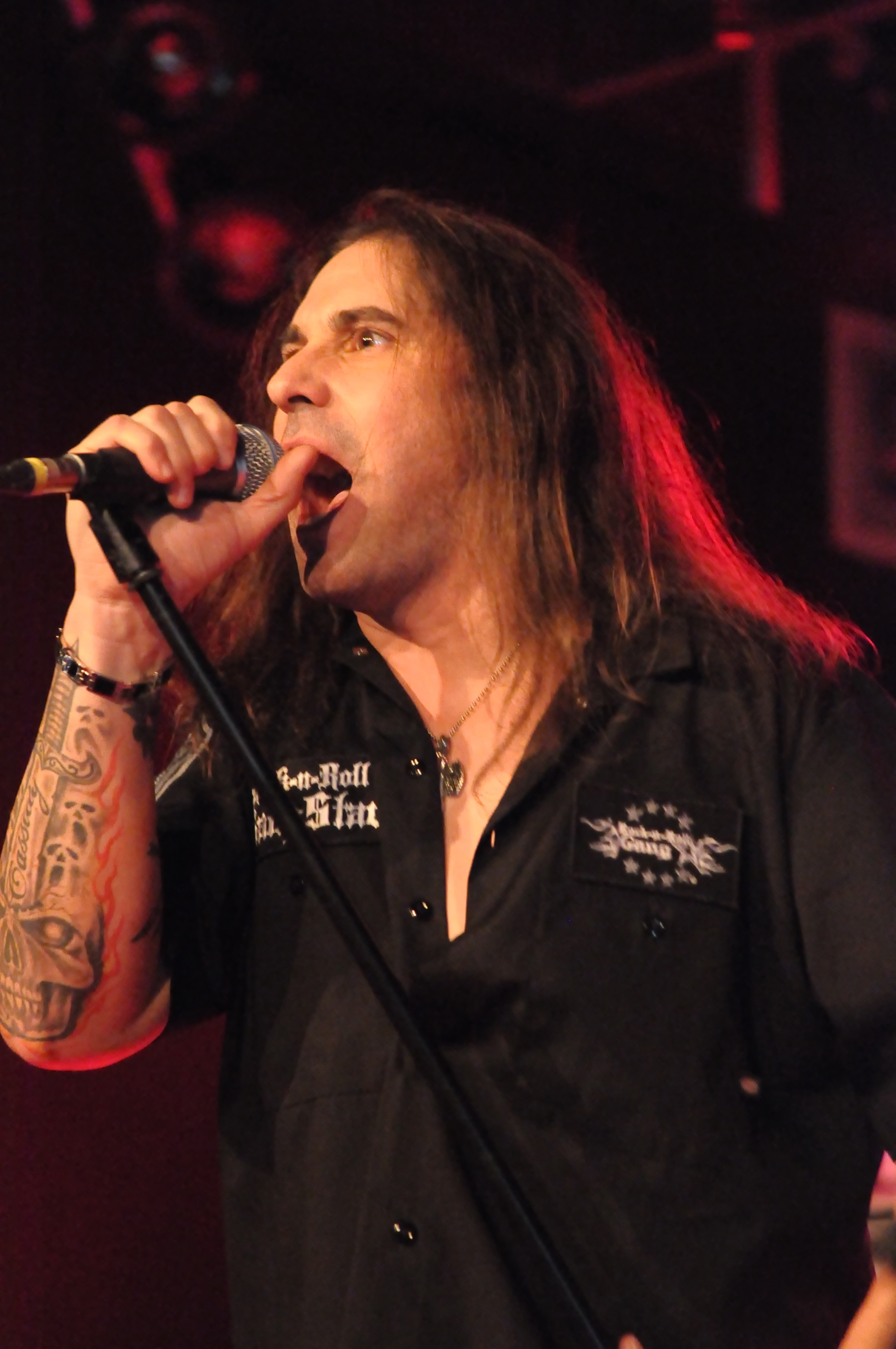
Zak Stevens
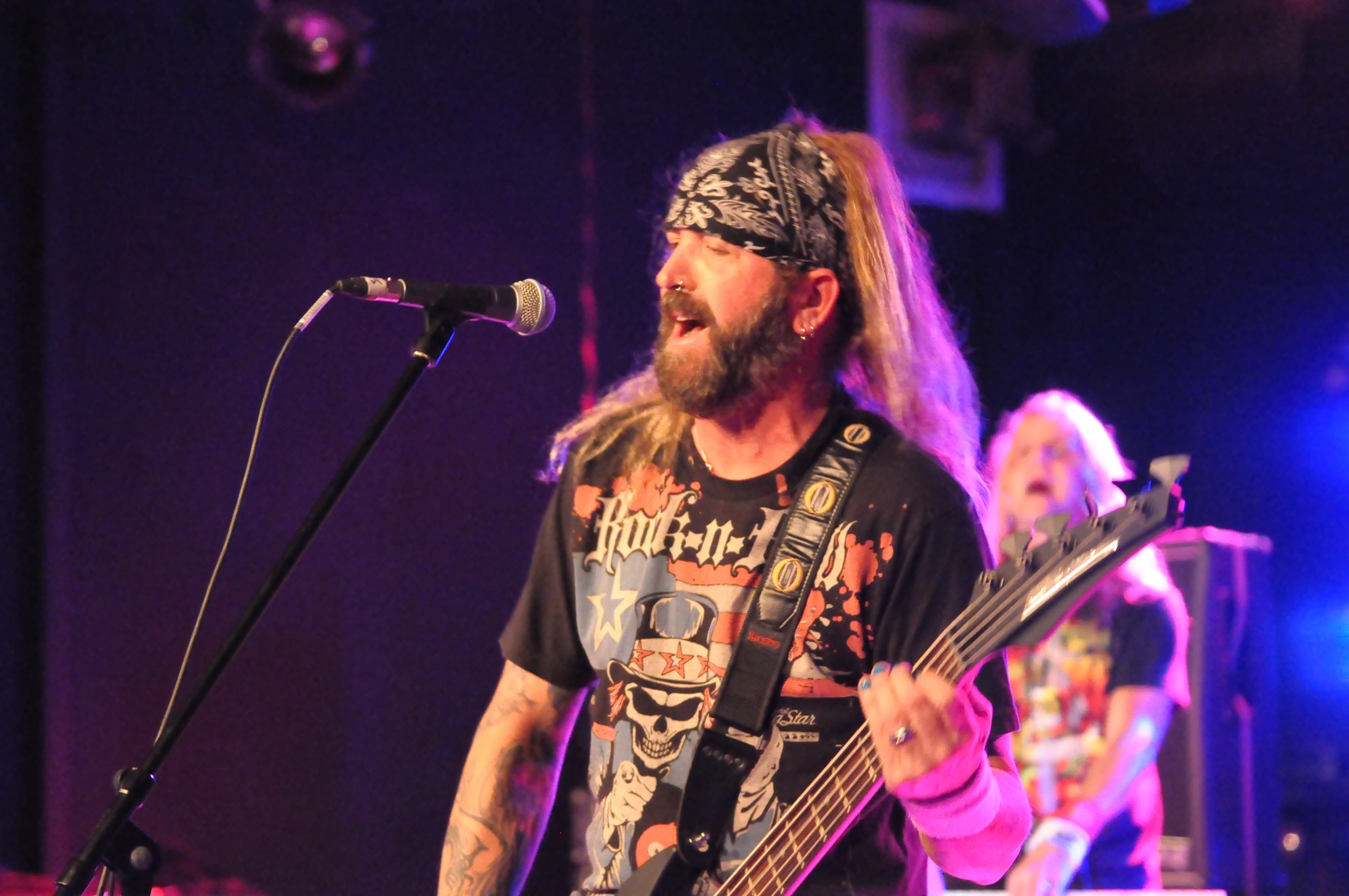
Paul Michael "Mitch" Stewart
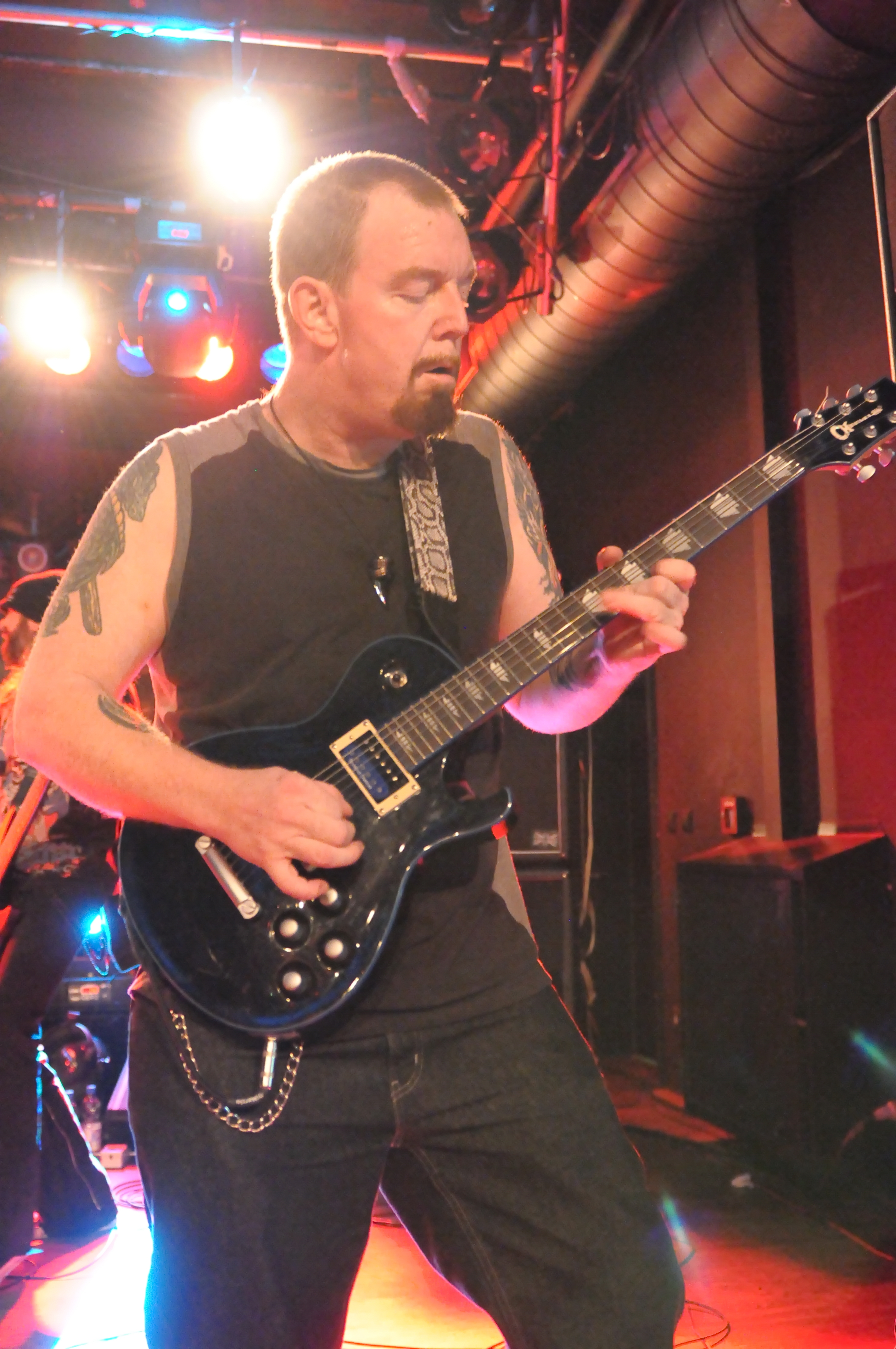
Marc Pattison
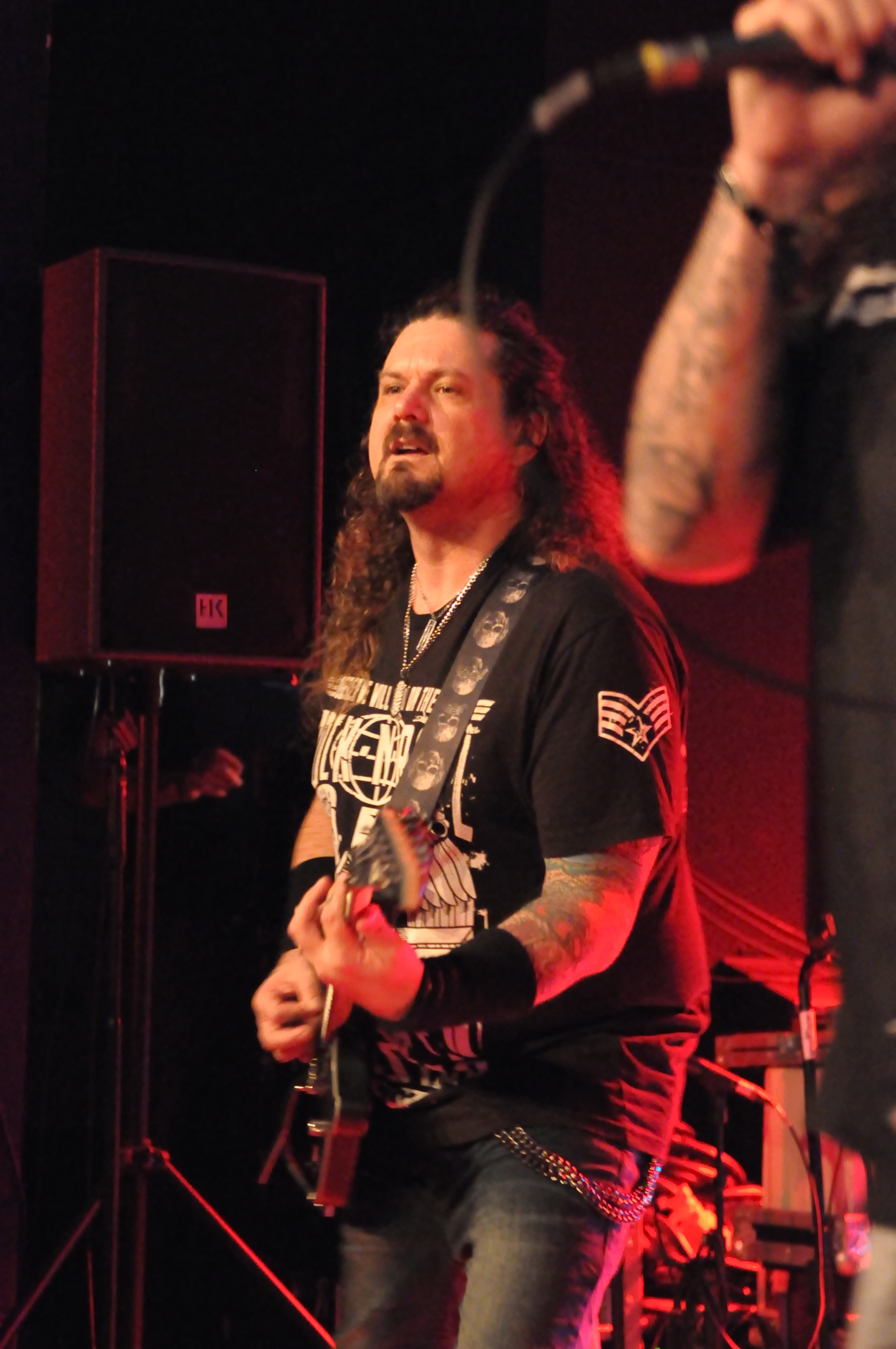
Christian Wentz
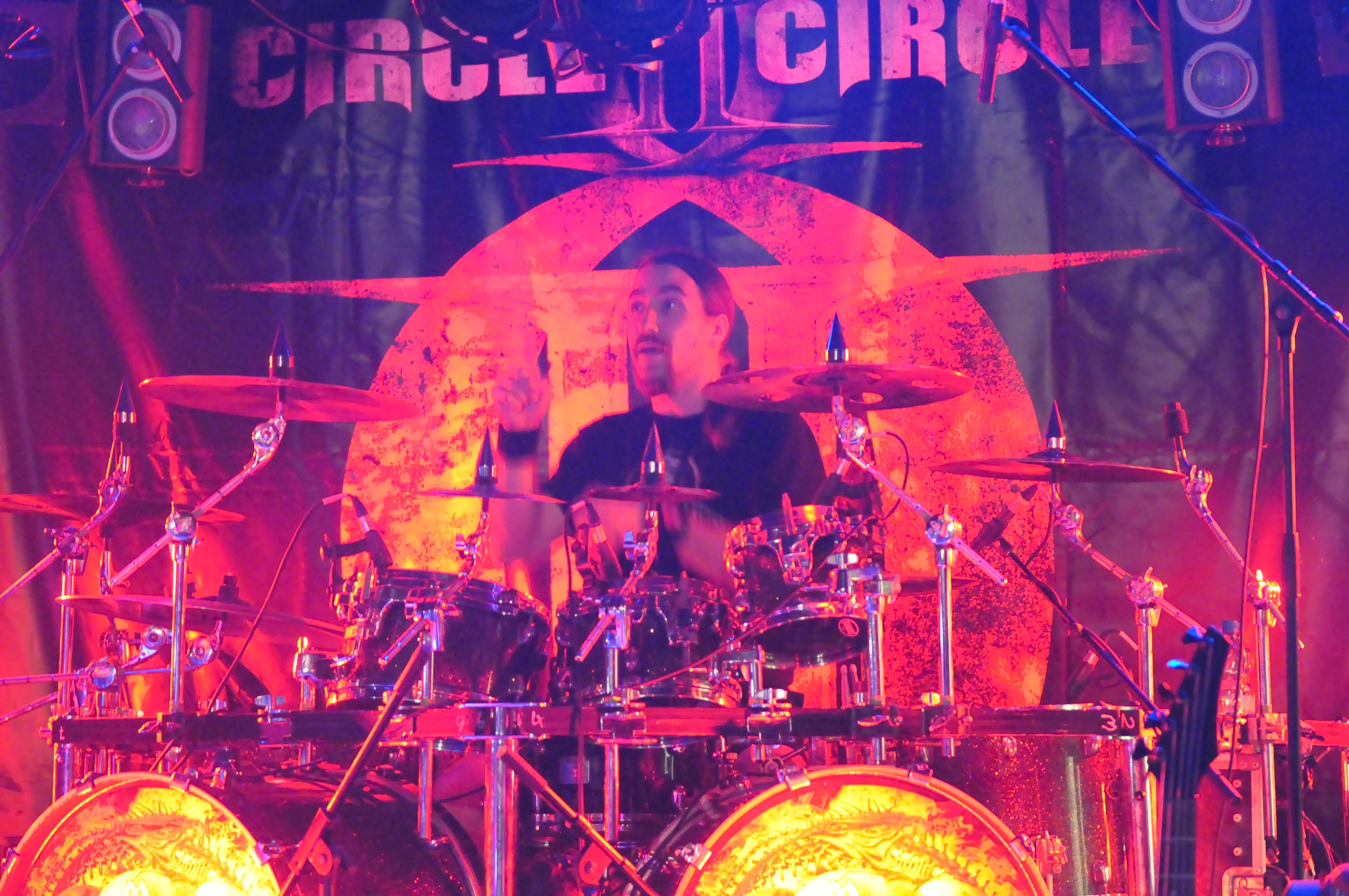
Adam Sagan
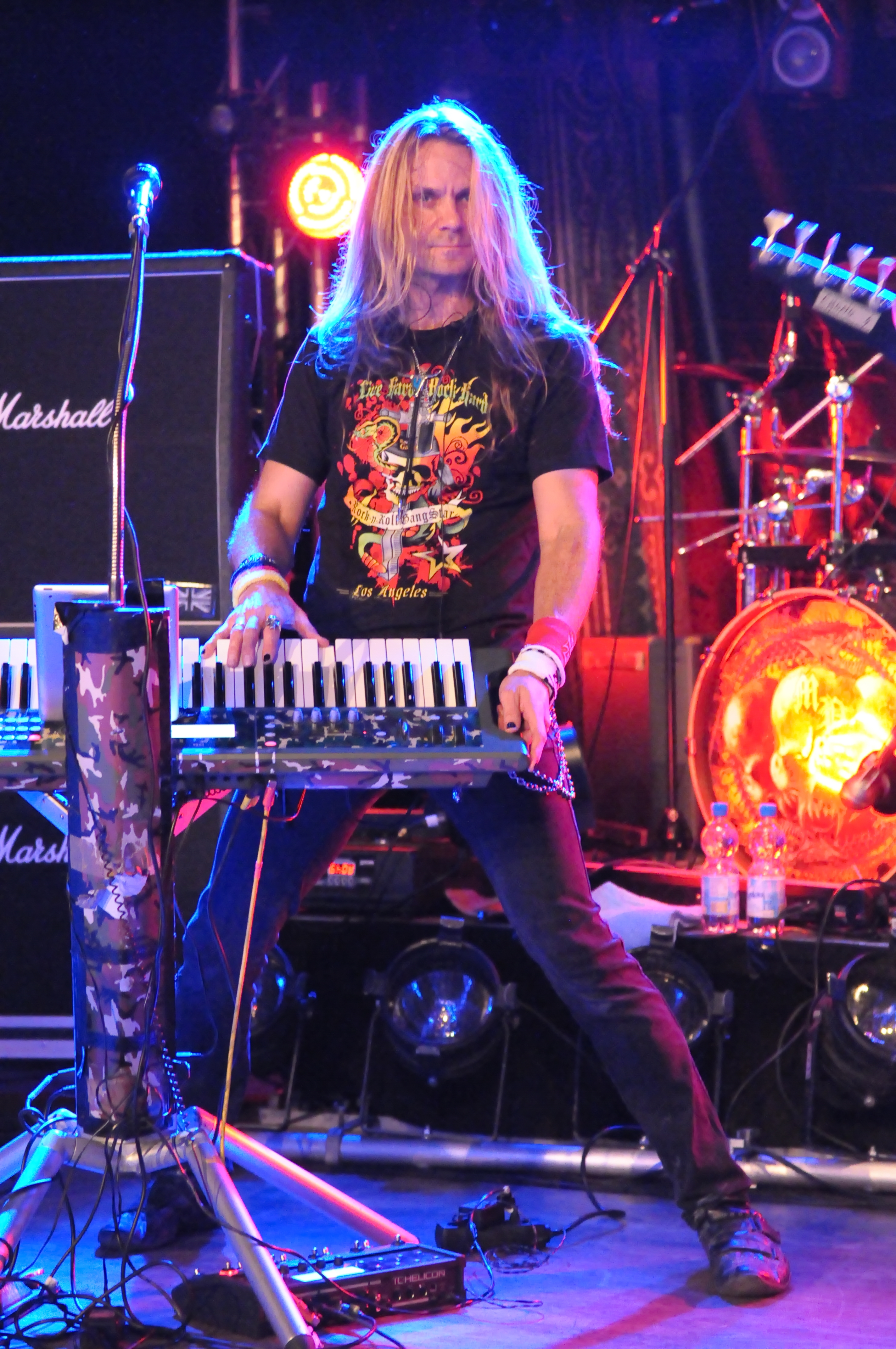
Henning Wanner

## Discografía

### Estudio
- Watching in Silence (2003)
- The Middle of Nowhere (2005)
- Burden of Truth (2006)
- Delusions of Grandeur (2008)
- Consequence of Power (2010)
- Seasons Will Fall (2013)
- Reign Of Darkness (2015)

### EP
- All That Remains (2005)
- Revelations (2006)
- Every Last Thing/So Many Reasons (2008)

### Compilados
- Full Circle: The Best of Circle II Circle (2012)